# Bir Mourad Raïs
Bir Mourad Raïs ili Birmandreis ( arapski : بئر مراد رايس; ranije ( francuski: Birmendreis) je grad u provinciji Alžir u Alžiru.  Grad je nazvan po osmanskom admiralu Muratu Raisu.  To je rodno mjesto francuskog marksističkog filozofa Louisa Althussera.  2008. u njemu je živjelo 45.345 stanovnika.